# Roter Flieger (Fränkischer Albverein)
Der Rote Flieger (FAV 014) ist ein Fernwanderweg von Riedfeld (Neustadt an der Aisch) nach Feuchtwangen in Mittelfranken. Er ist 97 km lang und führt durch das Rangau und die Frankenhöhe. Der Weg verläuft fast komplett im Naturpark Frankenhöhe.
Markiert wird der Verlauf mit dem Wegzeichen „roter Flieger auf weißem Grund“. Ein weiterer Weg führt ebenfalls von Neustadt nach Feuchtwangen, allerdings weiter östlich über Virnsberg und das Altmühltal bei Leutershausen.
Der Wanderweg startet in Riedfeld (Neustadt an der Aisch) und führt den Aisch-Grund aufwärts zu den Weinbergen an der Burg Hoheneck. Oberhalb des Tals geht es weiter nach Breitenau und zum Petersberg bei Marktbergel. Hier verlässt der Weg die Windsheimer Bucht und überquert die Frankenhöhe unterhalb der Altmühl-Quelle. Durch Windelsbach geht es nach Rothenburg ob der Tauber. Im Tauber-Tal geht es entlang der Frankenhöhen in Richtung Süden nach Insingen und wieder hoch in die Frankenhöhe nach Wettringen und Schnelldorf. Hier wendet sich der Weg ostwärts, quert bei Mosbach die Wörnitz und führt weiter bis zum Zielort Feuchtwangen an der Sulzach.

## Streckenverlauf
- Neustadt an der Aisch (Bahnhof)
- Ipsheim (Burg Hoheneck, Bahnhof)
- Breitenau
- Marktbergel (Petersberg)
- Windelsbach (Frankenhöhe)
- Rothenburg ob der Tauber (Bahnhof)
- Insingen (Tauber)
- Wettringen
- Schnelldorf (Bahnhof)
- Mosbach (Wörnitz)
- Feuchtwangen (Kreuzgangspiele)